# José Paredes
José Paredes Gimeno (Albal, 1º febbraio 1933 – Albal, 15 febbraio 1992) è stato un calciatore spagnolo, di ruolo attaccante.

## Palmarès

### Competizioni internazionali
- Coppa delle Fiere: 1

Valencia: 1961-1962

### Individuale
- Capocannoniere della Segunda División: 1

1959-1960 (25 gol)